# Associazione Giovanile Nocerina 1910 2002-2003
Questa pagina raccoglie le informazioni riguardanti l'Associazione Giovanile Nocerina 1910 nelle competizioni ufficiali della stagione 2002-2003.

## Rosa
| N. |                   | Ruolo | Calciatore          |
| -- | ----------------- | ----- | ------------------- |
| -  | Italia (bandiera) | P     | Mauro Bacchin       |
| -  | Italia (bandiera) | P     | Daniele Balli       |
| -  | Italia (bandiera) | A     | Antonio Barbera     |
| -  | Italia (bandiera) | C     | Onofrio Barone      |
| -  | Italia (bandiera) | A     | Emilio Belmonte     |
| -  | Italia (bandiera) | C     | Emiliano Bigica     |
| -  | Italia (bandiera) | A     | Massimo Campo       |
| -  | Italia (bandiera) | D     | Marco Capezzuto     |
| -  | Italia (bandiera) | D     | Tiziano Carnevali   |
| -  | Italia (bandiera) | D     | Mario Chianello     |
| -  | Italia (bandiera) | D     | Francesco Chietti   |
| -  | Italia (bandiera) | C     | Federico Coppola    |
| -  | Italia (bandiera) | D     | Salvatore D'Angelo  |
| -  | Italia (bandiera) | D     | Massimiliano Farris |

| N. |                      | Ruolo | Calciatore        |
| -- | -------------------- | ----- | ----------------- |
| -  | Italia (bandiera)    | C     | Carmine Giordano  |
| -  | Italia (bandiera)    | A     | Antonio Gulino    |
| -  | Argentina (bandiera) | A     | Leandro Lázzaro   |
| -  | Italia (bandiera)    | P     | Daniele Lorenzini |
| -  | Italia (bandiera)    | A     | Roberto Magliocco |
| -  | Italia (bandiera)    | A     | Umberto Marino    |
| -  | Italia (bandiera)    | D     | Eddy Mengo        |
| -  | Italia (bandiera)    | A     | Graziano Nocera   |
| -  | Italia (bandiera)    | D     | Michele Pagano    |
| -  | Italia (bandiera)    | D     | Antonio Palo      |
| -  | Italia (bandiera)    | C     | Marco Pelliccia   |
| -  | Italia (bandiera)    | C     | Giovanni Piemonte |
| -  | Italia (bandiera)    | C     | Domenico Toscano  |